# La Vie privée du président Mao
La Vie privée du Président Mao : Les Mémoires du médecin personnel de Mao sont les mémoires de Li Zhisui, l'un des médecins de Mao Zedong, ancien président du Parti communiste chinois, qui ont été publiés pour la première fois en 1994.
Ce témoignage contesté montre le comportement, sur les deux dernières décennies, de Mao considéré comme le créateur de la Chine moderne. Cette biographie dresse un tableau peu flatteur des mouvements politiques depuis la création de la République populaire de Chine en 1949 et des luttes intestines au sein du Parti communiste chinois. 
L'auteur décrit par ailleurs l'activité sexuelle prolifique du Grand Timonier.

## Présentation
Li Zhisui, neurochirurgien, formé aux méthodes occidentales, est le médecin personnel du président Mao Zedong de 1954 jusqu'à sa mort en septembre 1976. Pendant sa présence auprès de Mao, il tient un journal, qu'il doit détruire pendant la Revolution culturelle. Puis il le reconstitue indiquant : « Ma survie, et celle de ma famille, dépendaient des mots de Mao. Comment aurais-je pu en oublier un seul ? ».

### Caractère
Li Zhisui décrit Mao comme un homme sans amis. Il ne voit en tout individu qu'un sujet, un esclave. L'erreur de ceux qui ont été purgés était de se voir égaux à lui. Il voulait que tout le monde lui soit asservi.
Il se tient à côté de Mao quand celui-ci exprime des « soupçons névrotiques » à l'égard de dirigeants communistes peu enthousiastes à propos de ses projets ou qui laissent entendre que Mao a une certaine responsabilité pour leur échec. Il soigne les maux de Mao alors que ce dernier organise la chute d'hommes comme le ministre de la Défense Peng Dehuai ou le président Liu Shaoqi.
Li Zhisui rapporte son propre malaise alors qu'il participe à des festins dans le Zhongnanhai, la résidence des dirigeants communistes, pendant que la famine, consécutive au Grand Bond en avant et à la création des Communes, fait des millions de morts dans le pays.

### Arme nucléaire et vie humaine
En 1957 à la demande de Mao Zedong, Li Zhisui rencontre le dirigeant soviétique Anastase Mikoyan, venu à Pékin afin d'évoquer l'accès de la Chine à l'arme nucléaire. À la suite de ses échanges avec Mao, son interlocuteur « était particulièrement choqué par la désinvolture de Mao concernant les pertes humaines ». En effet, Mao Zedong considère que « la Chine pouvait se permettre de perdre des dizaines de millions de vies humaines lors d’une guerre nucléaire ».

### Hygiène et santé
L'hygiène corporelle de Mao Zedong est déplorable. Il se nettoie les dents avec du thé et en mâchant les feuilles avec ses dents vertes, couvertes de tartre. Mao se justifie ainsi : « Le tigre lui non plus ne se brosse jamais les dents, ce qui ne les empêche pas d'être acérées ». Il nage fréquemment dans la piscine attachée à son pavillon de Zhongnanhai mais refuse de prendre des bains : « Je me lave dans les corps de mes femmes ».
Mao souffre d'insomnie pendant les périodes d'inactivité, mais dort bien lorsqu'il s'engage dans des conflits pour éliminer ses détracteurs.
Il contracte auprès d'une de ses maîtresses une maladie vénérienne assez mineure, qu'il transmet ensuite à ses autres conquêtes. Quand Li Zhisui lui prescrit quelques mesures pour éviter la contagion, Mao Zedong répond : « Si cela ne me fait pas de mal, c'est sans importance. »

### Culte de la personnalité
Si le culte de la personnalité a commencé à Yan'an, c'est dans les années 1960 avec en particulier le Petit Livre rouge que le « président du parti devient une sorte de dieu ». Ainsi Li Zhisui évoque le culte des mangues. En 1968 pendant la Révolution culturelle, Mao Zedong décide de renverser ses alliances en marginalisant les Gardes rouges pour se rapprocher des travailleurs des usines. Ayant reçu un panier de mangues de l'ambassadeur pakistanais, il accomplit un geste symbolique en donnant une mangue aux plus grandes usines de Pekin. Li Zhisui rapporte que les ouvriers d'une usine de textile organisèrent une cérémonie pour fêter cette offrande du Grand Timonier. La mangue, protégée d'une pellicule de cire, est placée sur un autel dans une salle de réunion. Les ouvriers y défilent en inclinant la tête. La mangue devient une relique, un objet de vénération. Mais la mangue n'est pas stérilisée et commence à se décomposer. Il est alors décidé de cuire la chair de la mangue. Puis une nouvelle cérémonie est organisée, la chair bouillie de la mangue est de nouveau exposée, et enfin les ouvriers se suivent à la queue leu-leu pour avaler une cuillère du breuvage sacré qui a permis de cuire le fruit. Puis le comité politique de l'usine fait fabriquer une réplique en cire de la mangue. Les ouvriers continuèrent à défiler devant la nouvelle relique.  Li Zhisui rapporta ces singulières cérémonies à Mao Zedong, celui-ci éclata de rire et parut enchanté de ce culte.

### Vie intime

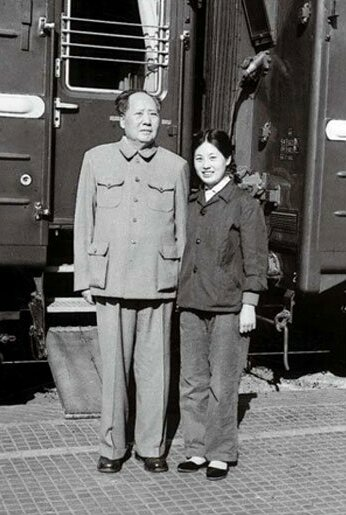
Mao Zedong et sa maitresse Zhang Yufeng en 1964.

Li Zhisui évoque la vie dissolue de Mao Zedong. Son train privé du «zhuxi» était un « harem ambulant » et la salle 118 du palais de l'Assemblée du Peuple accueillait les relations entre le Grand Timonier et ses maîtresses. La vie sexuelle de Mao, atteint des proportions ouvertement lascives alors qu'en Chine la licence sexuelle était rigoureusement interdite pour la population. Le docteur Li, décrit Mao Zedong comme une sorte de Caligula chinois, dont la vie de bohême décadente contraste complètement avec les images si soigneusement façonnées par la propagande chinoise.
Au plus fort de la Révolution culturelle dans les années 1960, lui et sa femme Jiang Qing  n'ont plus de relations sexuelles, mais Mao n'a aucun problème avec les jeunes femmes qu'il reçoit dans son lit ; leur nombre augmente et leur âge moyen diminue comme si Mao essayait ainsi d'augmenter sa longévité en appliquant la méthode impériale. 
Par ailleurs Mao Zedong ne dédaigne pas les jeunes hommes qui sont à son service pour le masser en fin de journée.

### Inhumation
Après la mort du Grand Timonier en 1976, Li Zhisui évoque les difficultés rencontrées quand le bureau politique impose que le corps de Mao soit embaumé et non incinéré comme il l'avait demandé.
Li étudia « les anciennes techniques chinoises de conservation. Des archéologues avaient récemment déterré des corps vieux de plusieurs centaines d'années, dans un état de conservation extraordinaire. Nous en sommes rapidement venus à conclure que, dans le cas de Mao, ces techniques seraient inutilisables : enfouis dans le sol à une très grande profondeur, les corps n'avaient jamais été exposés à l'oxygène (...) et s'étaient désagrégés immédiatement au contact de l'air ».

## Accueil critique
Le sinologue Alain Roux considère que des ouvrages comme  La Vie privée du président Mao ou  Les Habits neufs du président Mao de Simon Leys, ont permis « de sortir la biographie de Mao du genre hagiographique et de faire de Mao un objet d’histoire ». Selon Alain Roux l'ouvrage présente des faits historiques connus et peu de révélations, il apparaît aussi quelques erreurs. Du fait de la disparition des notes initiales de l'auteur, la reconstitution de ses mémoires aurait été influencée par sa collaboratrice Anne Thurston et par certains sinologues américains.
Pour Alain Roux, l'intérêt du livre réside  dans la description de « l’ambiance de terreur sacrée qui régnait autour de Mao dès son arrivée à Zhongnanhai », dans la révélation de la « duplicité et de la cruauté rancunière du personnage », ainsi que « sa frénésie sexuelle à partir de 1958, puis de la dégradation rapide de sa santé à partir de 1972 ». Philippe Paquet précise que Li Zhisu décrit des « mœurs très éloignées des normes que le pouvoir maoïste imposait avec la rigueur la plus stricte au commun de ses sujets ».
Le sinologue Claude Hudelot indique que l'ouvrage a modifié l'image du Grand Timonier. Le témoignage du médecin  concernant la vie sexuelle du dirigeant chinois fait scandale. Mais les révélations vont au-delà de l'aspect privé. Ainsi le comportement de l'ensemble des cadres du Parti communiste et des proches de Mao Zedong est minutieusement décrit. Les sinologues utilisent largement ces sources, c'est le cas par exemple de Roderick Mac Farquhar.
Le sinologue et historien Yves Chevrier indique que les détails de la vie intime de Mao présentée dans les mémoires de Li Zhisui se trouvent confirmés dans l'ouvrage Mao, sa cour et ses complots. Derrière les Murs rouges du sinologue Jean-Luc Domenach.

## Éditions
L'ouvrage en français, La Vie privée du président Mao, est publié en 1994 chez Plon, à Paris. Il est traduit depuis l'édition en anglais, publiée à New York, chez Random House, elle-même une traduction de la version originale en mandarin, parue à Taïwan.
- The Private Life of Chairman Mao, traduction en anglais par Tai Hung-Chao, Random House: London.  1994
- La Vie privée du président Mao, avec la collaboration éditoriale d'Anne F. Thurston. préface du professeur Andrew J. Nathan, Trad. de l'anglais par Henri Marcel, Frank Straschitz et Martine Leroi-Battistelli. Plon, 668 p.